# 圆叶蒲儿根
圆叶蒲儿根（学名：Sinosenecio rotundifolius）为菊科蒲儿根属的植物，为中国的特有植物。分布于中国大陆的四川等地，生长于海拔2,430米的地区，多生于石砾山坡，目前尚未由人工引种栽培。
其种加词“Rotundifolius”意为“圆形叶的”。